# Anna Maßmeyer
Anna Maßmeyer (* um 1615 als Anna Meyer; † 12. März 1655 in Minden) war ein Opfer der Hexenverfolgungen des Rates der Stadt Minden. Ihr Ehemann war der Fischer Heinrich Maßmeyer. 

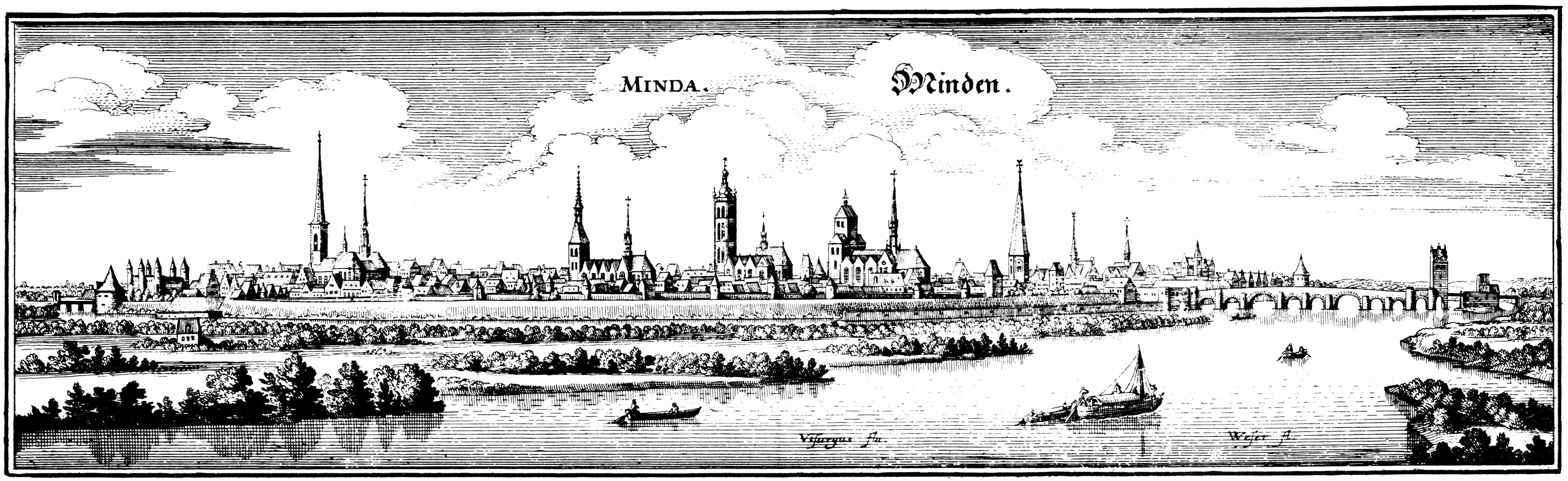
Kupferstich von Matthäus Merian.

## Leben

### Familie und erste Arbeitsverhältnisse
Maßmeyer stammte aus einer Familie, deren weibliche Mitglieder über Generationen hinweg als Hexen verfolgt wurden: Großmutter und Tante wurden in den Hexenverfolgungen in Lübbecke verbrannt, zwei Cousinen sowie deren Tochter in Minden. Sie selbst stand nach fünf Dienstjahren als Magd ab 1630 im Gerücht, eine Hexe zu sein. Sie hatte im Dienst der Cousine, der alten Colnerschen (Kollnersche) gestanden, als diese wegen vermeintlicher Hexerei verhaftet wurde. Danach wechselte sie mehrfach den Dienstherren. 1638 wurde sie nach zwei Dienstjahren von Heinrich Kosters wegen des Hexereigerüchts entlassen. Als alleinstehende Magd vermochte sie sich aus finanziellen Gründen und wegen mangelnder Bildung nicht gegen diese Vorwürfe zur Wehr zu setzen. Sozial war sie sehr isoliert, keiner wollte mehr Kontakt zu ihr haben. Sie verließ die Stadt und trat im Alter von 23 Jahren zusammen mit Catharina Bogering in die Dienste von Hans Harm, einem Wirt in Lahde im Amt Petershagen. Schon 1639 kehrten beide Frauen nach Minden zurück. Diese Catharina Bogering verbreitete überall das Gerücht, Anna Maßmeyer sei vom Arbeitgeber wegen Hexereiverdachts vorzeitig entlassen worden. Außerdem habe sie sich dort mit Soldaten eingelassen. Dagegen sagte Anna, sie habe selbst gekündigt, um einen besseren Dienstherren zu suchen. Vier Jahre arbeitete sie als Magd bei Johann Konemann, später war sie Tagelöhnerin und wohnte bei Ilsche Osterwisch.

### Heirat und Beschuldigungen
Um 1645 heiratete sie den Fischer Heinrich Maßmeyer und zog in die Mindener Fischervorstadt. Ihr Leben nahm eine tragische Wendung, als Weihnachten 1653 Dorothea, Frau des Soldaten Michael Schlor, sie beschuldigte, Anna habe ihr Kind mittels Hexerei vergiftet. Anna verteidigte sich kaum, und ihr Ehemann unterstützte sie nicht. Durch die folgende öffentliche Auseinandersetzung verfestigte sich der Hexereiverdacht gegen Anna. Jetzt wurden ihr nachträglich mehrere Erkrankungen und Todesfälle zugeschrieben, z. B. eines Knechtes, dem sei „ein lebendiges creatur alß ein schlange oder Eydex auß dem halse gekommen“. Sie habe auch den Tod von Vieh verursacht. Anna beteuerte, „keine unholde oder zauberin“ zu sein. Sie bat um die Wasserprobe, „um ihre unschuldt an den tagk zu geben“. In den Augen der Ratsherren setzte sie damit ihre Ehre leichtfertig aufs Spiel. Sie begannen mit Zeugenvernehmungen, die jedoch zunächst nichts Belastendes vorbrachten. Immer wieder verwiesen die Zeugen auf die vielen Hexereigerüchte und die unzureichende Verteidigung dagegen seitens Anna. Der Stadtrat forderte von der Juristenfakultät Rinteln ein Gutachten an mit der Bitte um schnellstmögliche Bearbeitung. Dieses traf schon am nächsten Tag ein. Anna wurde am 31. Januar 1655 verhaftet und den Hauptbelastungszeugen gegenübergestellt. Sie bestritt erneut alle Vorwürfe. Als ihr mit dem peinlichen Verhör gedroht wurde, wiederholte Anna ihre Forderung nach der Wasserprobe, um sich von den Vorwürfen zu entlasten. Sollte sie diese nicht bestehen, könnte man sie ohne weiteres auf den Scheiterhaufen bringen. Dabei verwies sie auf die umfangreichen Hexenverfolgungen in Petershagen und Hausberge, in denen die Wasserprobe oft durchgeführt wurde. Im Hochstift Minden wurden in diesem Zeitraum 83 Hexenprozesse durchgeführt.

### Prozess und Hinrichtung
Nach einer Nacht im Gefängnis drohte ihr Scharfrichter Peter Albrecht die Folter an. Anna brach psychisch zusammen und legte in Gegenwart von Scharfrichter und Gerichtsdiener das Geständnis des Teufelspaktes ab: Ein schwarz gekleideter Mann namens Hans Federbusch mit einer „handt... alß ein kuhe fuß, die fuße alß pferdt huffe“ sei ihr erschienen. Der städtische Syndicus Conrad Hoyer sowie die Ratsdeputierten Jürgen Weßeling, Johann vom Busch und Statz Lohrmann forderten sie zum Geständnis auf. Anna gestand Teufelspakt, Schadenzauber sowie Teilnahme am Hexensabbat in Lübbecke, in Hausberge und in Minden auf der Kuhlenstraße. Sie betonte jedoch, sie hätte sich den Angeboten des Teufels widersetzt. Am 3. Februar 1655 erfolgte das nächste Verhör durch das Ratsgericht, jedoch widerrief sie kurze Zeit später ihr neues Geständnis. Im Verlauf der folgenden zwölf Tage wurde sie sowohl „gütlich“ als auch „peinlich“ verhört. Ständig variierten ihre Aussagen. Mit einer List brachten die Ratsherren sie dazu, alle widersprüchlichen Besagungen zu widerrufen.
Im Februar 1655 holte der Rat ein zweites Gutachten aus der Rintelner Juristenfakultät ein, das ein Verhör unter der Folter anwies. Daraufhin legte Anna erneut ein Geständnis ab, widerrief es jedoch auf dem peinlichen Halsgericht am 7. März 1655 auf dem Mindener Marktplatz und verlangte erneut die Wasserprobe. Am 8. März wurde die Wasserprobe mit einem Boot auf dem sogenannten Hexenteich durchgeführt und ging negativ für Anna aus. Nun war Annas Widerstand endgültig gebrochen. Noch auf dem Boot gestand sie alles, was die Richter hören wollten. Am 12. März 1655 bestätigte sie öffentlich alle Punkte der Urgicht, und das peinliche Halsgericht auf dem Mindener Marktplatz verurteilte sie zum Tod durch Enthauptung und Verbrennung des Körpers.